# Župna crkva svetog Kasijana u Sukošanu
Crkva svetog Kasijana spominje se 1396. godine, ali je svakako znatno starija (9/10 st.),  o čemu svjedoče ulomci predromaničke skulpture. Župna crkva nalazi se u starom mjestu Sukošan u Zadarskoj županiji. Danas je to kamena građevina sa romaničkim i baroknim detaljima koja u ovom obliku postoji od 1642. godine, ali je prema mnogim povjesničarima postojala je puno prije prvog pisanog spomena Sukošana 1289. godine. Mnogo kasnije, 1910. godine, podignut je zvonik sa tri zvona, arhitekta konzervatora Ćiril Metod Iveković, dograđena 1970. Crkva je jednobrodna sa svetištem i sakristijom; pet mramornih oltara: glavni sa svetištem i paviljonom s prikazom Majke Božje sa sv. Kasijan, sv. Jerolima i sv. Šime, a na bočnim stranama oltara mramorni kipovi sv. Kasijan i sv. Jerolim, djelo Leona Botinellija; sa strane oltara, iznad sakristijnih vrata je niša sa drvenim kipovima sv. Kasijan i sv. Joseph; oltar sv. Petra i Pavla s padom dotičnih svetaca; oltar sv. Ćirilo i Metodije sa palim; Srca Isusova sa drvenim kipom; Gospa Lurdska s drvenim kipom; drveni kipovi sv. Ante i sv. Nikola. U crkvi su postavljena još dva kamena škropionice uz bočna vrata i velika samostalna uz glavna vrata i kamena krstionica. U svetištu se nalazi i kameni oltar za narod i kamena propovjedaonica.